# Tankering
Mit Tankering wird in der Luftfahrt die Mitnahme von Flugzeugtreibstoff über den Bedarf für den Hinflug hinaus bezeichnet.
Anstatt für einen bestimmten Flug nur die benötigte Treibstoffmenge plus vorgeschriebene Reserven zu tanken, um „von A nach B“ zu gelangen, nimmt man beim Tankering außerdem noch so viel zusätzlichen Treibstoff mit, dass man am Zielort nicht mehr für den Rück- oder Weiterflug nachtanken muss.
Man kann durch das Tankering Geld sparen, wenn die Treibstoffkosten am Zielort erheblich höher sind. Dem Vorteil der Kostenersparnis für den Rückflug steht allerdings – wegen des zusätzlich getankten Treibstoffs, und dem folglich höheren Flugzeuggewicht – ein größerer Treibstoffverbrauch während des Hinfluges gegenüber.
Je nach mitgeführter Reserve, bzw. restlichem Treibstoff nach der Ankunft, kann man beim Tankering auch den Zeitaufwand für den Tankvorgang verringern. Das ist dann sinnvoll, wenn man die Flugzeugabfertigung, (die sogenannte Boden- oder auch Turnaround-Zeit) verkürzen möchte, um beispielsweise Verspätungen aufzuholen.
Ob das Tankering vor dem jeweiligen Flug sinnvoll ist oder nicht, wird vor dem Abflug vom Flugdienstberater (engl. Dispatcher), berechnet, und vom Ramp Agent überprüft sowie letztinstanzlich dem Piloten entschieden. Zur genauen Berechnung der optimalen zusätzlichen Treibstoffmenge gibt es Software oder Tabellen.
Unabhängig von den Kostenvorteilen oder auch Zusatzkosten ist Tankering dann unverzichtbar, wenn der benötigte Kraftstoff am Zielort voraussichtlich gar nicht, nicht in ausreichender Menge oder nur in minderwertiger Qualität zur Verfügung steht. Dies ist beispielsweise in manchen Krisengebieten der Fall oder auch in sehr abgelegenen Gegenden.
Tankering ist allerdings nur dann möglich, wenn das Flugzeug durch Passagiere und Fracht gewichtsmäßig nicht völlig ausgelastet ist. Das maximale Abfluggewicht (MTOW) (am Abflugort) und das maximale Landegewicht (MLW) (am Zielort) dürfen nicht überschritten werden. Außerdem müssen eventuell weitere Bedingungen eingehalten werden, z. B. die zulässigen Grenzen des Schwerpunkts (Weight and Balance).
Ebenfalls ist beim Tankering zu beachten, dass der Treibstoff auf Reiseflughöhe auskühlt und am Boden dann zu verstärktem vereisen des Flugzeuges führen kann.